# Mörttjärnen (Arjeplogs socken, Lappland, 732902-158189)
Mörttjärnen är en sjö i Arjeplogs kommun i Lappland och ingår i Skellefteälvens huvudavrinningsområde.